# Chef tribal

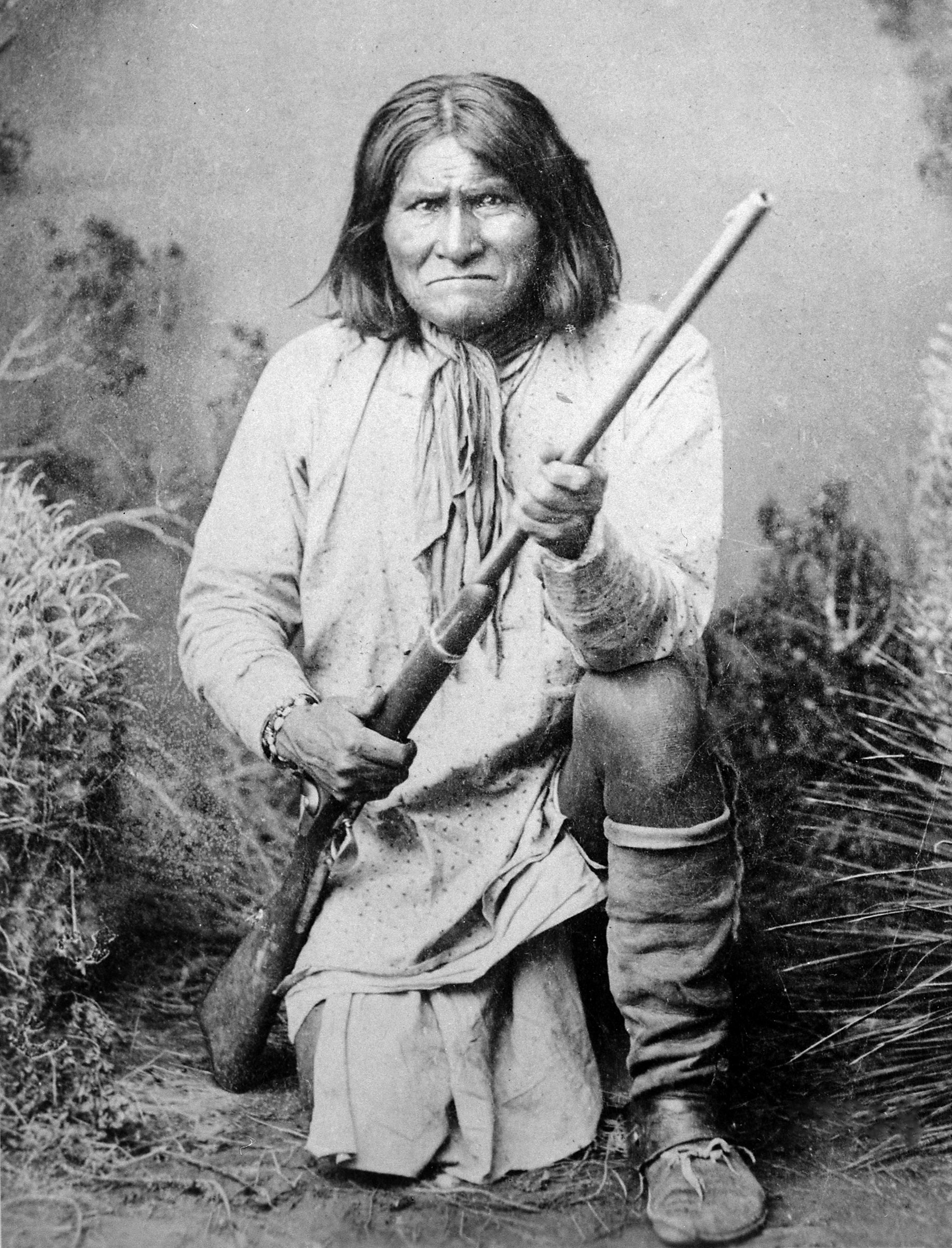
Géronimo, l’un des plus grands chefs apaches. De son vrai nom Go Khla Yej signifiant « celui qui baille » (en amérindien), il est né en 1829 au sein de la tribu apache des Bedonkohe.

Un chef tribal, un chef de tribu ou un chef de clan est le chef d'une société tribale, d'un clan ou d'une chefferie.

## Sociétés tribales
Le concept de tribu est un concept largement appliqué, basé sur les concepts tribaux des sociétés de l'Afroeurasie occidentale. Les sociétés tribales sont parfois classées comme une étape intermédiaire entre la société de bande du stade paléolithique et la civilisation avec un gouvernement super-régional centralisé basé dans les villes.
Dans le cas des sociétés tribales de peuples autochtones existant au sein de grands États coloniaux et postcoloniaux, les chefs de tribu peuvent représenter leur tribu ou leur ethnie dans une forme d'autonomie gouvernementale.

## Chef tribal
Les types les plus courants sont le président d'un conseil (généralement composé d'"anciens") et/ou d'une assemblée populaire plus large dans les cultures "parlementaires", le chef de guerre (peut être un poste alternatif ou supplémentaire en temps de guerre), le chef héréditaire, et le médecin politiquement dominant.
Le terme est généralement distinct des chefs de niveaux inférieurs, tels que chef de village (défini géographiquement) ou chef de clan (notion essentiellement généalogique). Le terme « tribal » descriptif requiert une identité ethnoculturelle (raciale, linguistique, religieuse, etc.) ainsi qu'une certaine expression politique (représentative, législative, exécutive et/ou judiciaire). Dans certaines situations, et notamment dans un contexte colonial , le membre le plus puissant d'une confédération ou d'une fédération de chefs de tribu, de clan ou de village serait appelé chef suprême.